# Mistrovství Asie v ledolezení
Mistrovství Asie v ledolezení (anglicky UIAA Ice Climbing Asian Championship) je asijské kontinentální mistrovství v ledolezení. První čtyři závody se konaly od roku 2016 v jihokorejském Čchongsongu (obtížnost a rychlost). Pořádá jej Mezinárodní horolezecká federace (UIAA).
Závody jsou součástí jednoho z kol světového poháru a odečítají se z jeho výsledků, střídají se s mistrovstvím světa sudý a lichý rok.

## Přehled mistrovství

### Kalendář
| Poř. | Rok     | Místo      | Datum         | Obtížnost | Obtížnost | Rychlost | Rychlost | Celkem m+ž |
| ---- | ------- | ---------- | ------------- | --------- | --------- | -------- | -------- | ---------- |
| Poř. | Rok     | Místo      | Datum         | muži      | ženy      | muži     | ženy     | Celkem m+ž |
| I.   | MA 2016 | Čchongsong | 16.-17. ledna | 23        | 12        | 14       | 10       | 37+22      |
| II.  | MA 2018 | Čchongsong | 9.-11. února  | 23        | 15        | 21       | 12       | 44+27      |
| III. | MA 2020 | Čchongsong | 10.-12. ledna | 22        | 19        | 21       | 15       | 43+34      |
| IV.  | MA 2023 | Čchongsong | 13.-15. ledna | 17        | 16        | 16       | 15       | 33+31      |
| V.   | MA 2025 |            |               |           |           |          |          |            |

### Výsledky - muži
| Rok  | Obtížnost     | Obtížnost                       | Obtížnost                       | Účast | Rychlost            | Rychlost        | Rychlost             |
| Rok  | zlato         | stříbro                         | bronz                           | Účast | zlato               | stříbro         | bronz                |
| ---- | ------------- | ------------------------------- | ------------------------------- | ----- | ------------------- | --------------- | -------------------- |
| 2016 | Pak Hi-jong   | Mohammadreza Safdarian Korouyeh | Han Junghee                     | 23+14 | Pak Hi-jong         | Kim Yongcheol   | Mitsugu Yoshida      |
| 2018 | Pak Hi-jong   | Kwon YoungHye                   | Mohammadreza Safdarian Korouyeh | 23+21 | Mohsen Beheshti Rad | Kherlen Nyamdoo | Enkhbaatar Dorjsuren |
| 2020 | Kwon YoungHye | Mohammadreza Safdarian Korouyeh | Lee Chang Hyon                  | 22+21 | Kherlen Nyamdoo     | Yang Myungwook  | Baasandorj Davaadorj |
| 2023 | Pak Hi-jong   | Kwon YoungHye                   | Lee Younggeon                   | 17+16 | Mohsen Beheshti Rad | Kherlen Nyamdoo | Yang Myungwook       |

### Výsledky - ženy
| Rok  | Obtížnost  | Obtížnost       | Obtížnost      | Účast | Rychlost             | Rychlost            | Rychlost          |
| Rok  | zlato      | stříbro         | bronz          | Účast | zlato                | stříbro             | bronz             |
| ---- | ---------- | --------------- | -------------- | ----- | -------------------- | ------------------- | ----------------- |
| 2016 | Sin Un-son | Song Han Na Le  | Lee MyoungHee  | 12+10 | Ha MinYoung          | Zeinabkobra Moosavi | Lee MyoungHee     |
| 2018 | Sin Un-son | Song Han Na Le  | Park Doyeon    | 15+12 | Zeinabkobra Moosavi  | Nasrin Abdolrahimi  | Shabnam Asadi     |
| 2020 | Sin Un-son | Seo Chaehyun    | Mei Kotake     | 19+15 | Ariunbayar Batbaatar | Son Sunga           | Polina Aubakirova |
| 2023 | Sin Un-son | Haruko Takeuchi | Jeong Woon Wha | 16+15 | Nyamdoo Selenge      | Lee Sughee          | Kim Jinyeong      |

## Nejúspěšnější medailisté

### Muži
| Jméno               | Celkem | Zlato                                                         | Stříbro                             | Bronz | Disciplíny         | Období      |
| ------------------- | ------ | ------------------------------------------------------------- | ----------------------------------- | ----- | ------------------ | ----------- |
| Pak Hi-jong         | 3 1    | Zlatá medaile · Zlatá medaile · Zlatá medaile · Zlatá medaile | —                                   | —     | obtížnost rychlost | 2016- 2018- |
| Mohsen Beheshti Rad | 2      | Zlatá medaile · Zlatá medaile                                 | —                                   | —     | rychlost           | 2018-       |
| Kwon YoungHye       | 3      | Zlatá medaile                                                 | Stříbrná medaile · Stříbrná medaile | —     | obtížnost          | 2018-       |
| Kherlen Nyamdoo     | 3      | Zlatá medaile                                                 | Stříbrná medaile · Stříbrná medaile | —     | rychlost           | 2018-       |

### Ženy
| Jméno               | Celkem | Zlato                                                         | Stříbro          | Bronz | Disciplíny | Období    |
| ------------------- | ------ | ------------------------------------------------------------- | ---------------- | ----- | ---------- | --------- |
| Sin Un-son          | 4      | Zlatá medaile · Zlatá medaile · Zlatá medaile · Zlatá medaile | —                | —     | obtížnost  | 2016-     |
| Zeinabkobra Moosavi | 2      | Zlatá medaile                                                 | Stříbrná medaile | —     | rychlost   | 2016-2018 |

### Vítězové podle zemí
| Pořadí | Země        | 2016 | 2018 | 2020 | 2023 | Celkem |
| ------ | ----------- | ---- | ---- | ---- | ---- | ------ |
| 1.     | Jižní Korea | 4    | 2    | 2    | 2    | 10     |
| 2.     | Írán        |      | 2    |      | 1    | 3      |
| 2.     | Mongolsko   |      |      | 2    | 1    | 3      |
| 4      | Celkem      | 4    | 4    | 4    | 4    | 16     |

### Medaile podle zemí
| Pořadí | Země        | 2016 | 2018 | 2020 | 2023 | Celkem |
| ------ | ----------- | ---- | ---- | ---- | ---- | ------ |
| 1.     | Jižní Korea | 9    | 5    | 6    | 8    | 28     |
| 2.     | Írán        | 2    | 5    | 1    | 1    | 9      |
| 3.     | Mongolsko   |      | 2    | 3    | 2    | 7      |
| 4.     | Japonsko    | 1    |      | 1    | 1    | 3      |
| 5.     | Kazachstán  |      |      | 1    |      | 1      |
| 5      | Celkem      | 12   | 12   | 12   | 12   | 48     |